# باربرا ثيرينغ
باربرا ثيرينغ (بالإنجليزية: Barbara Thiering)‏ كاتبة أسترالية تحاول في كتبها ومقالاتها تحدي المسيحية التقليدية معتمدة على ما تعتبره أدلة حديثة لإعطاء تفاسير بديلة للاعتقادات الخارقة للطبيعة. رفض عدة علماء تحليلاتها.
اختصت باربرا بملفوفات البحر الميت وطورت تفسيرا خاصا لتفسير المعجزات مثل الولادة العذرية والقيامة من الأموات حيث قالت إنها ليست أساطير كما يقول النقاد بل قصص اخترعت عمدا. حسب باربرا هذه القصص لم تحدث وكان مؤلفو الأناجيل على علم بذلك، فقد كتبوا حسب طريقة بشر التفسيرية على مستويين التي اتبعت في ملفوفات البحر الميت. فمن أجل «الأطفال في المسيح» كانت المعجزات الظاهرية، لكن معرفة معناها الحقيقي كان للمتعمقين في العلم من المدارس الغنوصية والتي أنتجت تاريخا حقيقيا لما فعل عيسى.
بعد اشتهار عملها في أمريكا دعيت لتصبح زميلة في سمينار يسوع.

## روابط خارجية
- Pesher of Christ website of Dr. Barbara Thiering.